# Pfarrkirche Idolsberg

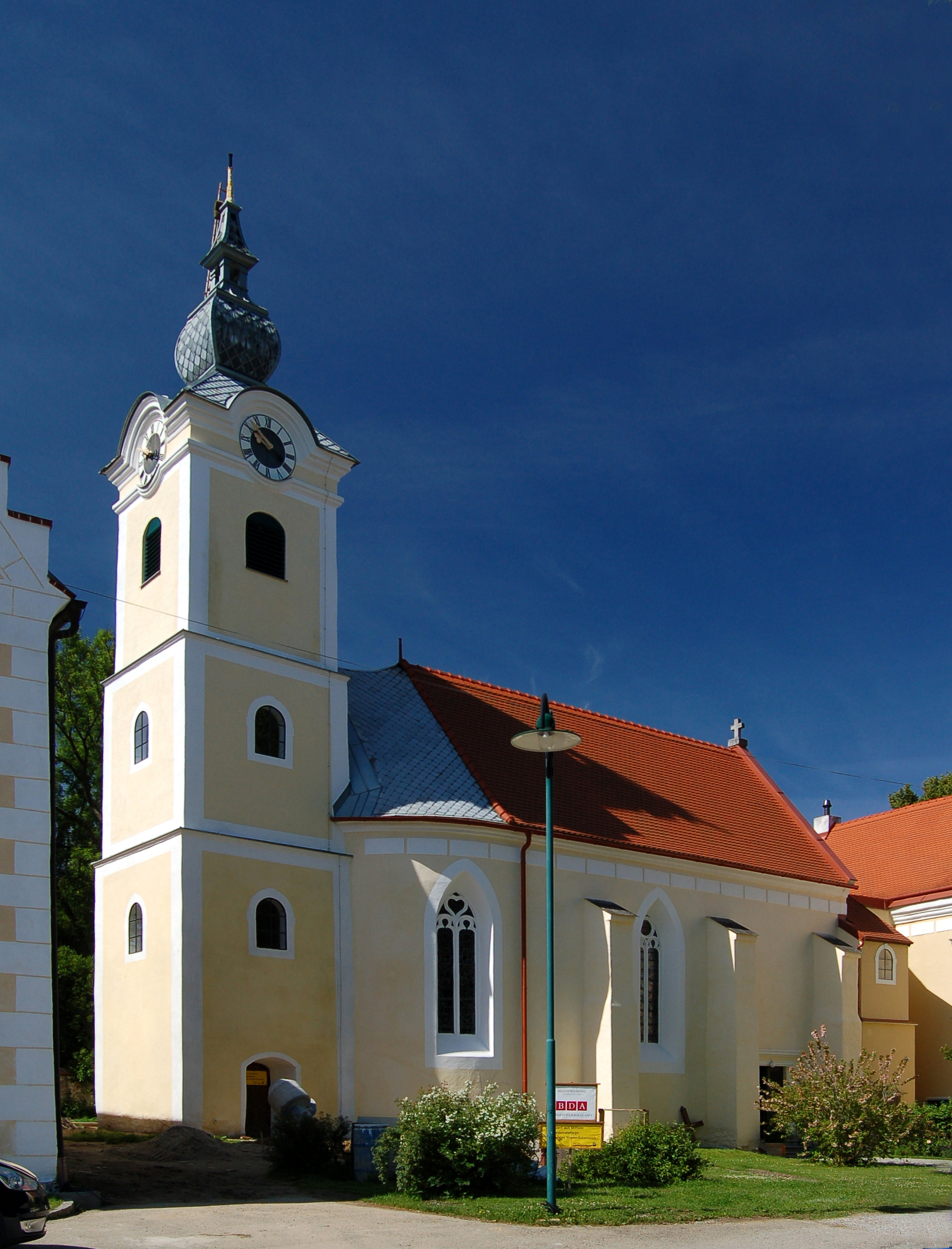
Katholische Pfarrkirche hl. Laurentius in Idolsberg

Die Pfarrkirche Idolsberg als Schlosskirche erbaut steht im Dorf Idolsberg in der Marktgemeinde Krumau am Kamp im Bezirk Krems-Land in Niederösterreich. Die dem heiligen Laurentius von Rom geweihte römisch-katholische heutige Pfarrkirche gehört zum Dekanat Horn in der Diözese St. Pölten. Die Kirche steht unter Denkmalschutz (Listeneintrag).

## Geschichte
Die Kirche, als herrschaftliche Gründung im 13. Jahrhundert, war anfangs eine Filiale der Pfarre Altpölla. Urkundlich wurde 1332 eine Pfarre genannt. Nach 1600 ging die Pfarre ein und wurde 1763 wieder errichtet. Die Kirche wurde in den 1970er und 1990er Jahren renoviert.

## Architektur
Die Ostseite der Kirche ist baulich mit dem Schloss Idolsberg verbunden.
Das Langhaus zeigt sich mit zweibahnigen nachgotischen Maßwerkfenstern zwischen wuchtigen Strebepfeilern. Nordseitig befindet sich ein fragmentiertes Portal der späten Renaissance mit seitlichen Pilastern auf Postamenten um 1600. Südseitig ist ein Sakristeianbau. Östlich an der Chorrundung ist der barocke dreigeschoßige Turm 1786 angebaut, hat Uhrengiebel und trägt einen Zwiebelhelm.
Das Kircheninnere zeigt sich mit einem zweijochigen Langhaus unter einem Kreuzgratgewölbe auf erneuerten Konsolen, entlang der Grate sind Putzbänder mit Ranken- und Perlstabdekor um 1600. Der Chor mit einem Dreiseitschluss hat ein Gewölbe mit sternförmig angeordneten Putzbändern, in den Kappen zeigen sich stuckierte Rosetten und Engelköpfe.
Die neugotischen Glasmalereien der Fenster aus 1906 zeigen die Geburt Christi, Verkündigung, Heimsuchung, Peter und Paul.

## Ausstattung
Die spätgotische Figur Maria mit Kind entstand um 1500. Das gebuckelte Taufbecken ist aus der ersten Hälfte des 17. Jahrhunderts.
Die neugotische Einrichtung mit Kanzel, Konsolstatuen, Westempore und Altar ist aus 1892. Der Altar ist ein Schnitzretabel mit Fialendekor und trägt die Statuen Augustinus, Lorenz, Josef.
Die Orgel baute Franz Capek (1897).